# Travel Air 5000

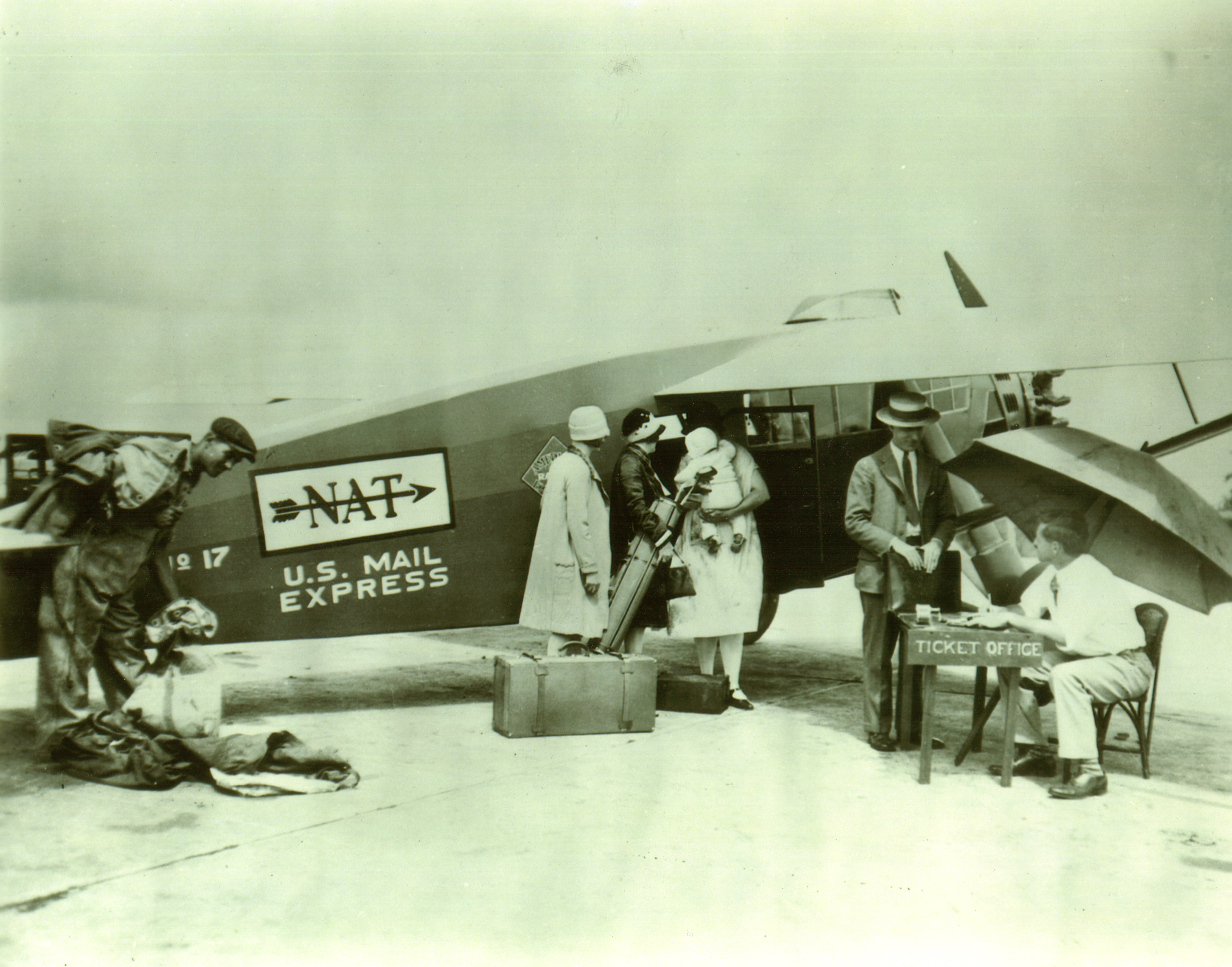
Travel Air 5000 in gebruik als National Air Transport No. 17.

De Travel Air 5000 was een Amerikaans eenmotorig hoogdekker passagierstoestel en racevliegtuig, ontworpen door Clyde Cessna en gebouwd door de Travel Air Manufacturing Company van Walter Beech. De eerste vlucht was in maart 1926. Het vliegtuig werd vooral bekend onder de naam "Woolaroc", winnaar van de dramatisch verlopen Dole Air Race in 1927.

## Ontwerp en historie
Het eerste ontwerp van Clyde Cessna was een hoogdekker met een 100 pk Anzani-motor. Het toestel werd later door Cessna aangepast met de hulp van Lloyd Stearman en Walter Beech. De motor werd vervangen door een Wright J-4 Whirlwind-9 cilinder-stermotor. De romp was gebouwd van metalen buizen. De vleugels werden ondersteund door dubbele vleugelstijlen. Het vliegtuig had een gesloten cockpit, maar er bestond ook één versie met een open cockpit. Het landingsgestel was conventioneel met twee hoofdwielen en een staartslof. 
Voor de National Air Transport werden acht toestellen gebouwd met een Wright J-5C-stermotor voor het vervoer van post en vier passagiers. Andere gebruikers waren Pacific Air Transport en Royal Airways.
Een Travel Air postvliegtuig van Pacific Air Transport, de "City of Oakland", slaagde er in 1927 als eerste burgervliegtuig in om de oversteek over de grote Oceaan van Californië naar Hawaï te maken. Door brandstofgebrek werd er echter geen vliegveld bereikt, het vliegtuig crashte in een boom.

## Dole Air Race deelnemers
De twee speciaal voor de Dole Air Race gebouwde versies werden speciaal uitgerust met een grote brandstoftank van 1610 liter en een inductiekompas voor de navigatie.
De twee deelnemende teams die met een aangepaste Travel Air 5000 meededen aan de race waren:
Woolaroc (eerste prijs)De "Woolaroc" werd gevlogen door Arthur C. Goebel samen met navigator William V. Davis. Zij legden de 3870 kilometers over de Grote Oceaan van Oakland (Californië) naar Honolulu (Hawaï) af in  26 uur en 17 minuten. Ze finishten in Honolulu met nog slechts 0,7 liter brandstof in de tank.
Oklahoma (opgegeven)De "Oklahoma" werd gevlogen door Bennett Griffin samen met navigator Al Henley. Het toestel werd 30 minuten na de start gedwongen terug te keren naar de startplaats Oakland vanwege een grote scheur in de doekbespanning van de romp.

## Museum
De Travel Air 5000 "Woolaroc", winnaar van de Dole Air Race, is te zien in het  Woolaroc Museum, Bartlesville (Oklahoma)..
Een Travel Air 5000, in gebruik geweest als de "National Air Transport No.17", is te zien in het voormalige hoofdkantoor van Fort Worth Star Telegram in Fort Worth (Texas). 